# Stereocyclops histrio
Stereocyclops histrio é uma espécie de anfíbio da família Microhylidae. É endémica do Brasil, onde pode ser encontrada apenas nas proximidades dos municípios de Ilhéus e Una no estado da Bahia.
Os seus habitats naturais são: florestas subtropicais ou tropicais húmidas de baixa altitude e marismas intermitentes de água doce. Está ameaçada por perda de habitat.

## Nomenclatura e taxonomia
A espécie foi descrita em 1954 por Antenor Leitão de Carvalho como Hyophryne histrio, dentro de um gênero monoespecífico. Em 2012, um estudo filogenético demonstrou a relação entre esta espécie e o gênero Stereocyclops, recombinando-a para Stereocyclops histrio e transformando o Hyophryne em sinônimo de Stereocyclops.